# Eduard Kainberger
Eduard Kainberger est un footballeur autrichien né le 20 novembre 1911 à Salzbourg et décédé le 7 mars 1974 dans la même ville. Il évoluait au poste de gardien de but.

## Carrière
Il participe avec la sélection olympique autrichienne aux Jeux olympiques de Berlin en 1936. Lors du tournoi olympique, il officie comme capitaine et dispute quatre matchs : contre l'Égypte, le Pérou, la Pologne et enfin l'Italie. La sélection autrichienne remporte la médaille d'argent.

## Palmarès
- Médaillé d'argent lors des Jeux olympiques de 1936 avec l'équipe d'Autriche